# Herz-Jesu-Kirche (Weinheim-Oberflockenbach)
Die römisch-katholische Herz-Jesu-Kirche im Weinheimer Ortsteil Oberflockenbach wurde 1957 nach Plänen des Kirchenarchitekten Albert Boßlet und des Regierungsbaumeisters Erwin van Aaken errichtet.

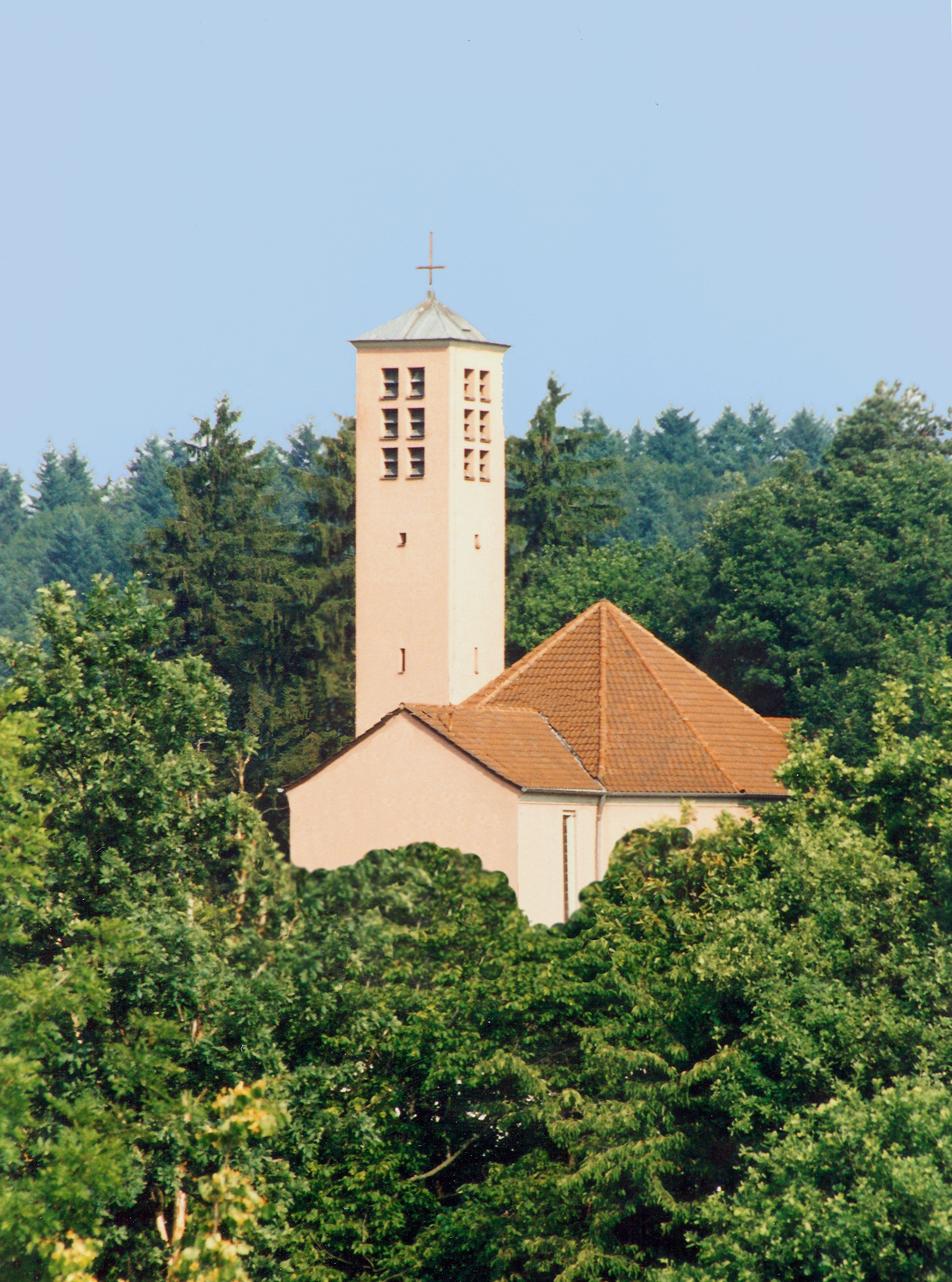
Die Herz-Jesu-Kirche auf dem Hummelberg in Weinheim-Oberflockenbach

## Beschreibung
Das Gotteshaus mit achteckigem Zentralbau war das letzte Werk von Boßlet (1880–1957) und weist bei der Wahl der Farben, Formen und Maßen eine starke Symbolsprache auf. Chorrückwand und Fenster der bewusst schlicht gehaltenen Kirche wurden durch den Würzburger Maler Curd Lessig gestaltet. Im Inneren und Äußeren ist das Gebäude überaus vollständig überliefert. Es handelt sich um einen quadratischen Zentralbau, der nach oben zu einem Achteck zuläuft und von einem Zeltdach überspannt wird. An den Zentralbau fügten die Architekten wiederum Baukörper für den Chorbereich, den Eingang und den freistehenden Campanile an. Die Decke wurde als Faltdach konstruiert. Mit seinem letzten Gotteshaus, das er verwirklichen konnte, führte Boßlet die Idee einer Zentralkirche einmalig konsequent zu Ende.
Die Orgel wurde 1984 von Franz Heßler erbaut. Das Instrument hat 15 Register auf zwei Manualen und Pedal.

## Bedeutung des Bauwerkes
Die Herz-Jesu-Kirche wurde 2007 vom Regierungspräsidium Karlsruhe zum Kulturdenkmal ernannt. Begründet wurde die Ernennung damit, bei der Kirche handele es sich „um ein sehr gut erhaltenes und baukünstlerisch sehr qualitätsvolles Beispiel der Kirchenbaukunst der 1950er Jahre“.
Die Kirche ist Kulturdenkmal nach § 2 Denkmalschutzgesetz (Baden-Württemberg) aus künstlerischen, wissenschaftlichen und heimatgeschichtlichen Gründen. An seiner Erhaltung besteht ein öffentliches Interesse.

## Geschichte
Der Kirchbau wurde veranlasst, nachdem vor allem durch den Zuzug von Heimatvertriebenen nach dem Zweiten Weltkrieg die Zahl der Katholiken in den damals noch selbstständigen Gemeinden Oberflockenbach und Rippenweier im vorderen Odenwald stark anwuchs. Der Würzburger Kirchenbaumeister Albert Boßlet und sein Neffe Erwin van Aaken wurden von Pfarrer Karl Urban und dem Stiftungsrat der Gemeinde mit dem Bau des Gotteshauses als moderner Kirchenbau beauftragt. Am 3. Juli 1956 fand der erste Spatenstich für die Herz Jesu Kirche statt; bereits am 30. Oktober desselben Jahres wurde auf dem Bau das Richtfest gefeiert. Die Einweihung der Kirche nahm Missionsbischof Augustin Olbert am 7. Juli 1957 vor. Die Kirche ist seitdem das Gotteshaus der Katholiken aus den heutigen Stadtteilen der Kreisstadt Weinheim: Wünschmichelbach, Steinklingen, Oberflockenbach, Rippenweier, Rittenweier und Heiligkreuz. Herz Jesu Oberflockenbach ist Filialkirche der Pfarrei St. Johannes Baptist in Hirschberg-Leutershausen. Die Pfarrei gehört gemeinsam mit den anderen Pfarreien in Weinheim zur Seelsorgeeinheit Weinheim-Hirschberg im Dekanat Heidelberg-Weinheim innerhalb des Erzbistums Freiburg.